# Delta Lupi

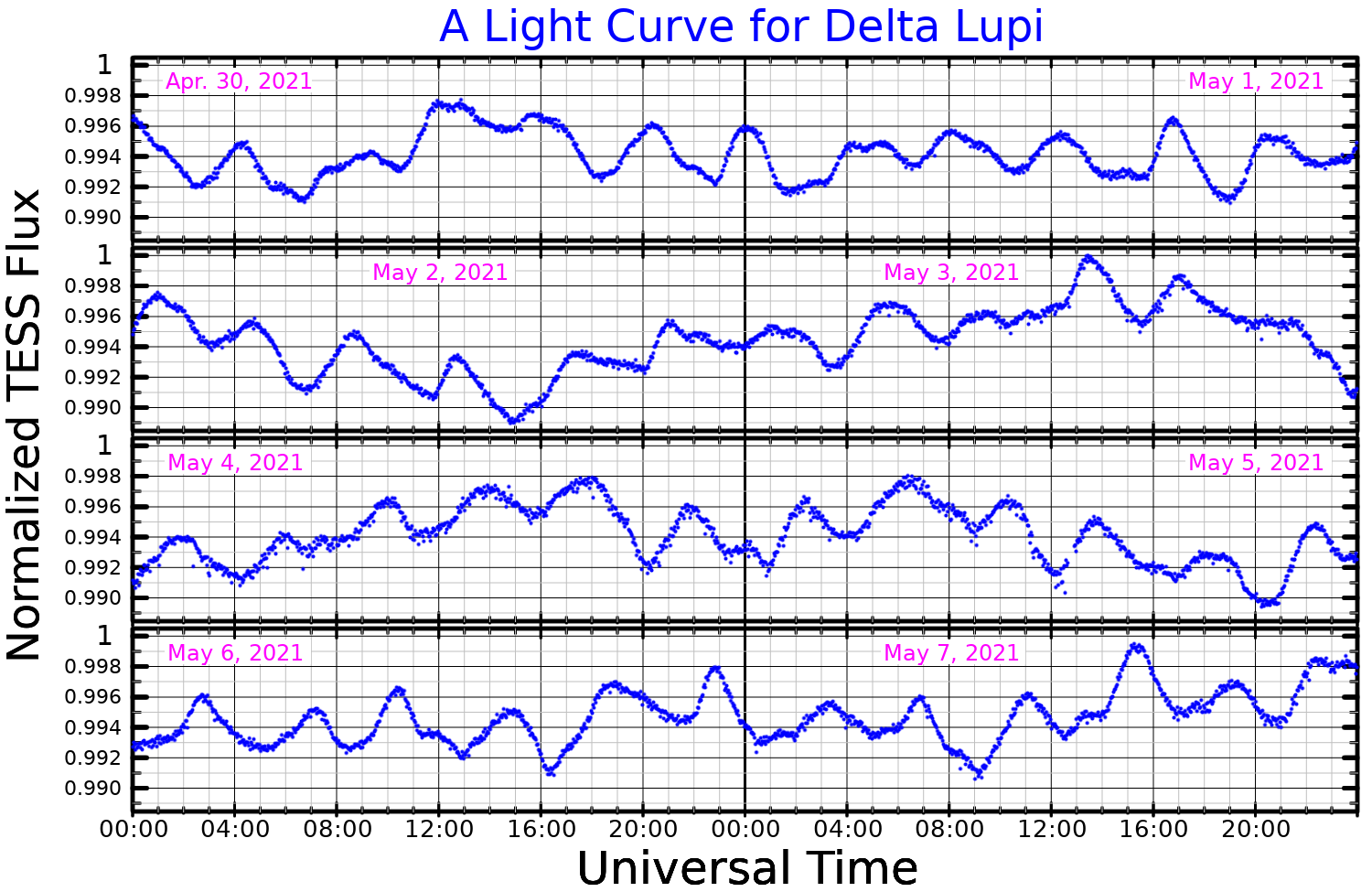
Curva de luz de Delta Lupi, trazada a partir de datos del satélite TESS

Delta Lupi (δ Lup / HD 136298 / HR 5695) es una estrella de magnitud aparente +3,22, la cuarta más brillante de la constelación de Lupus, después de α Lupi, β Lupi y γ Lupi. Aunque sin denominación propia habitual, a veces recibe el nombre de origen griego Hilasmus (ιλασμος), que significa «la propiciación».
Delta Lupi es una subgigante azul de tipo espectral B1.5 IV, una estrella caliente con una temperatura efectiva de 22.400 K. Tan luminosa como 24.200 soles —incluyendo la energía radiada como luz ultravioleta—, su radio es 11 veces más grande que el radio solar. 
Como otras estrellas similares, rota a gran velocidad —la velocidad medida de 220 km/s es un valor mínimo— y completa un giro sobre sí misma en menos de 2,4 días.
Su masa, 12 veces mayor que la del Sol, implica que finalizará su vida en forma de supernova.
Al igual que α Lupi, Delta Lupi es una variable Beta Cephei. Su brillo varía 0,04 magnitudes en un período principal de 3,97 horas, con un posible segundo período de 3,43 horas.
Como otras estrellas blanco-azuladas en la constelación de Lupus, Delta Lupi forma parte de una asociación estelar OB llamada subasociación «Centaurus Superior-Lupus», que a su vez forma parte de la gran asociación Scorpius-Centaurus. Además es miembro del cúmulo estelar Scorpius-Centaurus. Se encuentra a 880 años luz de distancia del sistema solar.